# Chaussee (Zeitschrift)
Chaussee war eine Zeitschrift für Literatur und Kultur in der Pfalz.
Die Erstausgabe erschien 1999 im Verlag von Karl-Friedrich Geißler aus Edenkoben mit Förderung des Bezirksverbands Pfalz. Die Redaktion bestand damals aus Wolfgang Diehl (V. i. S. d. P.), Gerd Forster, Karl-Friedrich Geißler und Theo Schneider. Ab 2003 wurde der Bezirksverband Pfalz Herausgeber. Es erschienen 2 Hefte pro Jahr, in der ersten Zeit noch unter dem französischen Titel Chaussée.
In der Chaussee wurden in der Regel bisher unveröffentlichte Texte vom Autorinnen und Autoren aus der Pfalz sowie aus angrenzenden Regionen und darüber hinaus publiziert. Inhaltlich wurde ein breites Spektrum mit Prosa, Lyrik, Essays, Porträts und Beiträgen aus Kunst und Kultur abgedeckt. Oft wurden Themenschwerpunkte wie z. B. „Musik“ oder „Heimat“ gesetzt.
2022 bestand die Redaktion aus Regina Reiser und Ruth Ratter. 2020 schied Theo Schneider laut einem Zeitungsartikel der Rheinpfalz durch ein Mail des Bezirkstagsvorsitzenden Theo Wieder aus. Theo Schneider widersprach seiner Kündigung, was zu einem Rechtsstreit führte und das weitere Erscheinen der Zeitschrift infrage stellte. 2021 erschien keine Ausgabe. Anfang 2022 sprach das Münchner Patent- und Markenamt Schneider die Rechte an dem Markennamen „Chaussee“ zu. Daraus folgte unmittelbar das vorläufige Ende der Zeitschrift, jedenfalls in der bisherigen Form.
Im April 2022 wurde das Erscheinen der Chaussee offiziell eingestellt. Theo Wieder begründete diesen Schritt neben den Folgen des Rechtsstreits mit rückläufigen Verkaufs- und Abonnentenzahlen.
Folgende Autoren wirkten u. a. in den letzten Ausgaben mit: Hans Christoph Buch, Michael Buselmeier, Daniela Dröscher, Sigfrid Gauch, Joachim Geil, Jochen Hörisch, Arno Frank, Ralph Schock, Sikander Singh, Wolfgang Sofsky, Simon Werle, Helga Schneider, Birgit Heid, Eva Paula Pick, Monika Rinck, Uwe Kolbe, Farhad Showghi, Michael Dillinger, Wolfgang Ohler, Michael Braun und Marcella Berger.
Chaussee-Autoren lasen regelmäßig in der Öffentlichkeit aus ihren Texten und wurden in der Presse besprochen.
Im März 2024 erschien die Nachfolge-Zeitschrift PalatinArt. im Nünnerich-Asmus Verlag.